# Les armes del diable
Les armes del diable  (títol original en anglès: Day of the Evil Gun) és una pel·lícula dels Estats Units de Jerry Thorpe, estrenada el 1968. Ha estat doblada al català.

## Argument
Després de tres anys d'absència, Lorn Warfield torna al seu ranxo. quan hi arriba, descobreix que la seva propietat ha estat saquejat i s'assabenta que la seva dona, les seves dues filles i la dona del pastor han estat preses per una tribu apache. Ben decidit a trobar-los, obté l'ajuda d'Owen Forbes, el seu veí granger, sense saber que aquest és l'amant de la seva dona. Units per l'excèntric Jimmy Noble, els tres homes es llancen a la recerca dels indis segrestadors. Nombroses proves revelaran tanmateix la verdadera naturalesa dels nostres herois…

## Repartiment
- Glenn Ford: Lorn Warfield
- Arthur Kennedy: Owen Forbes
- Dean Jagger: Jimmy Noble
- Barbara Babcock: Angie Warfield
- Ross Elliott: el Reverend Yearby
- Paul Fix: el xèrif Kelso
- Royal Dano: El Doctor Eli Prather
- Harry Dean Stanton: el sergent renegat Carter
- John Anderson: el caporal renegat
- Peter Mark Richman: El Doctor Marsh
- James Griffith: el botiguer

## Al voltant de la pel·lícula
La pel·lícula presenta un argument similar al de la pel·lícula de John Ford, Centaures del desert (1956), en la qual John Wayne interpretava un oficial de tornada de la Guerra que marxava a la recerca de les seves nebodes preses per una tribu comanxe..